# دة بال (مقاطعة تشرام)
دة بال (بالفارسية: ده بال) هي قرية تقع في قسم تشرام الريفي (مقاطعة تشرام) في إيران. يقدر عدد سكانها بـ 0 نسمة بحسب إحصاء 2016.